# Sedgley
Sedgley is een plaats in het bestuurlijke gebied Dudley, in het Engelse graafschap West Midlands. In 2001 telde de plaats 11.923 inwoners.